# Mondo alla rovescia

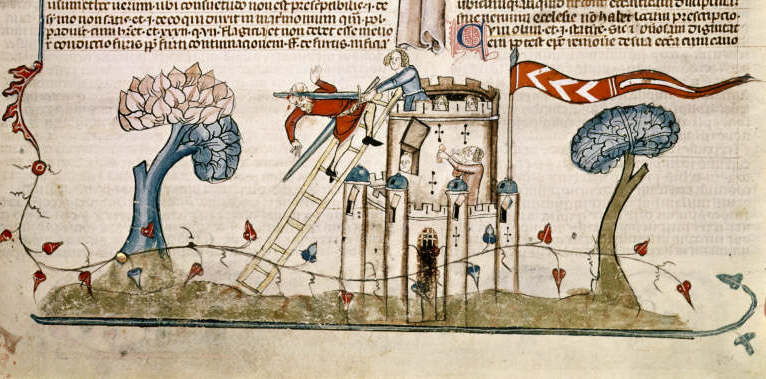
Il tema dell'assedio al castello dell'amore: una donna difende un castello dall'assalto di un cavaliere (Smithfield Decretals, XIV secolo)

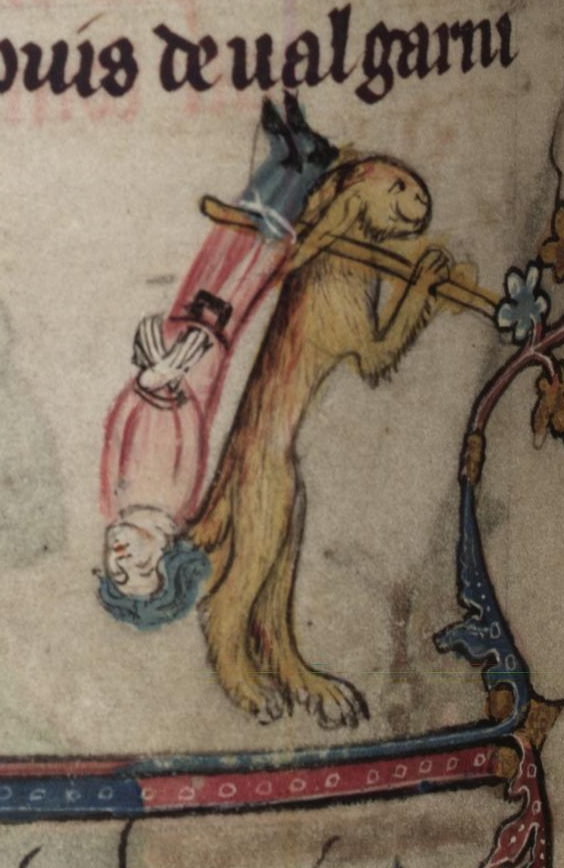
La lepre cattura il cacciatore. Decorazione marginale dal Romanzo di Alessandro (Ms. Bodley 264, XIV sec.)

Il mondo alla rovescia (in latino mundus inversus) è un tòpos dell'immaginario collettivo e della creazione artistica e narrativa, ricorrente in ambito letterario e iconografico, nel quale si propone un radicale rovesciamento di ruoli e relazioni sociali, il sovvertimento dei valori correnti e accettati, dei codici culturali, delle norme e delle gerarchie sociali, dei rapporti di forza tra soggetti diversi. La trasgressione insita nel capovolgimento dell'ordine simbolico e dell'ordine sociale può essere immaginata realizzarsi all'interno di una sfera circoscritta (ad esempio, nel mondo umano) o avvenire nell'interazione tra sfere e mondi diversi (ad esempio, nei rapporti tra regno animale e uomini).
Il tema del capovolgimento ricorre fin dall'antichità in opere letterarie, ma è molto frequentato anche in ambito figurativo, con scelte iconografiche delle più varie: a volte, la metafora del mondo rovesciato si sostanzia semplicemente in una rappresentazione artistica di un vero e proprio ribaltamento dell'ordine fisico o posturale, con uomini che camminano sulla testa e i piedi rivolti all'insù, pesci che volano, o altre iconografie; in altri casi, si assiste all'inversione simbolica dei ruoli, dell'ordine naturale e divino, delle gerarchie sociali.

## Storia
Il tema di un mondo contro-natura è presente già nel corpus della letteratura greca e latina, ma anche in testi egizi, ma appare con immagini di particolare forza narrativa anche nell'arte e nell'iconografia occidentale in epoca medievale e moderna.
La sua attualizzazione dà corpo ad aspettative di un cambiamento epocale nei rapporti di forza, che migliori la società riscrivendone le regole e l'ordinamento, in modo così drastico da prefigurare una vera e propria rivoluzione sociale.

## Iconografia
Il rovesciamento del mondo si sostanzia spesso nelle forme di rappresentazioni con inversioni di ruoli e relazioni tra bestie ed esseri umani (lepri che cacciano uomini, animali che cavalcano esseri umani, pecore che tosano il pastore, ecc.).
In altri casi, si assiste all'inversione simbolica di relazioni gerarchiche, con figure subordinate che assumono un ruolo sovraordinato rispetto al consueto tenore dei rapporti di forza e potere con le loro controparti (servo/padrone, ricco/mendicante, maestro/allievo, genitori/figli, sacerdote/fedele, marito/moglie, femmine/maschi ecc.), con travolgimento del consueto ordine sociale.
Immagini di tal sorta sono ricorrenti nell'arte medievale, in sculture e manoscritti miniati, a partire dal risveglio del XII secolo, fino agli incunaboli e alle incisioni delle cinquecentine.

## Folclore e tradizione popolare
In varie culture e tradizioni popolari esistono momenti istituzionalizzati in cui sono ammesse, o tollerate, riproduzioni o messe in atto di situazioni che implicano un temporaneo ribaltamento di ruoli e gerarchie, altrimenti inammissibili in contesti usuali: un esempio è il Carnevale della tradizione occidentale, durante il quale il travestimento e l'allentamento dei vincoli nelle relazioni sociali consentono, ad esempio, alla persona umile di atteggiarsi a ricco o a prendersi beffe del vero ricco con giochi e lazzi che possono trascendere fino alla grave offesa.

### Carnevale
Il Carnevale, a sua volta, trae origine da un'antica istituzione della civiltà romana, i festeggiamenti dei Saturnalia, durante i quali, ad esempio, era tradizione che per un giorno si invertissero i consueti ruoli gerarchici tra padrone e schiavo, con i primi a cucinare e servire il pasto ai secondi.

### Festa dei folli e bambini-vescovi
Nella tradizione religiosa del Medioevo, soprattutto a nord delle Alpi, era costume che un rovesciamento dei ruoli tra bambini e adulti (come insegnanti e sacerdoti) accompagnasse la giornata del 28 dicembre, con la Festa dei folli, dedicata alla commemorazione della strage degli innocenti secondo il calendario cattolico, con l'elezione, il giorno di San Nicola di Bari (6 dicembre), dell'episcopello, un "bambino vescovo" che rimaneva in carica fino all'Epifania, periodo durante il quale veniva chiamato a presiedere qualche funzione liturgica Anche questa costumanza potrebbe essere un riflesso della ricorrenza annuale dei Saturnali romani, in una versione "cristianizzata".

## Letteratura
La sovversione dei ruoli è uno dei tòpoi della letteratura antica (greca, latina ed egizia), ma ricorre spesso nel teatro e il suo uso si è conservato in età contemporanea anche attraverso il cinema: l'effetto di spaesamento e trasgressione può portare con sé anche una notevole vis comica, motivo per cui l'espediente è adottato di frequente in opere con intento comico e satirico.